# Catástrofe do vácuo
Na cosmologia, o problema da constante cosmológica ou a catástrofe do vácuo é o desacordo entre os valores observados da densidade de energia do vácuo (o pequeno valor da constante cosmológica) e o grande valor teórico da energia de ponto zero sugerido pela teoria quântica de campos.  Dependendo do corte de energia de Planck e outros fatores, a discrepância é tão alta quanto 120 ordens de magnitude, algo descrito pelos físicos como "a maior discrepância entre teoria e experiência de toda a ciência" e "a pior previsão teórica na história da física".